# Duncan Falls
Duncan Falls é um lugar designado pelo censo localizado no condado de Muskingum no estado estadounidense de Ohio. No Censo de 2010 tinha uma população de 880 habitantes e uma densidade populacional de 257,99 pessoas por km².

## Geografia
Duncan Falls encontra-se localizado nas coordenadas 39° 52′ 57″ N, 81° 54′ 49″ O. Segundo a Departamento do Censo dos Estados Unidos, Duncan Falls tem uma superfície total de 3.41 km², da qual 3.21 km² correspondem a terra firme e (5.85%) 0.2 km² é água.

## Demografia
Segundo o censo de 2010, tinha 880 pessoas residindo em Duncan Falls. A densidade populacional era de 257,99 hab./km². Dos 880 habitantes, Duncan Falls estava composto pelo 98.64% brancos, o 0.45% eram afroamericanos, o 0% eram amerindios, o 0.11% eram asiáticos, o 0% eram insulares do Pacífico, o 0.23% eram de outras raças e o 0.57% pertenciam a duas ou mais raças. Do total da população o 0.11% eram hispanos ou latinos de qualquer raça.